# Kuji-in
Los kuji-in (九 字 印) o 'sellos de nueve sílabas' hacen referencia a un conjunto de símbolos utilizados como forma de meditación budista.

## Origen y uso
Derivan de los mandalas del budismo shingon, aunque también es utilizado por otras sectas budistas sobre todo en Japón, seguidores del taoísmo, el sintoísmo, la religión tradicional china, y la magia popular de Asia Oriental.
En el campo de la magia japonesa y la cosmología onmyōdō, los nueve cortes se realizan a menudo a lo largo de un escrito o imagen para hacerse con el control del objeto deseado. Por ejemplo, un marinero que quiera protegerse para no naufragar podría escribirlos entre los kanjis correspondientes a «mar» (海-umi) o «agua» (水-mizu).

## Gestos
Técnicamente, la palabra "kuji-in" se refiere únicamente a las posturas de la mano (lo que en la India se llaman mudras) y sus encantamientos (que en la India se llaman mantras).
Cuando los nueve gestos se realizan el aire con los dedos, o en papel con un pincel (cinco horizontales y cuatro verticales, alternando) se le llama kuji kiri.

## Símbolo
En la práctica, los kuji-in simbolizan todas las fuerzas del universo y su unión contra el mal; por esto, a menudo la gente lo utiliza como protección para aumentar su suerte cuando salen de viaje, sobre todo cuando van a la montaña.

## Las nueve sílabas
En japonés, las nueve sílabas son:
- rin (临).
- pyō (兵).
- tō (闘).
- sha (者).
- kai (皆).
- jin (陣).
- retsu (列).
- zai (在).
- zen (前).

Si bien los nueve gestos se hacen de una tirada, como es habitual, a veces se pronuncia la sílaba kō (行).
Hay que tener en cuenta que las sílabas están en forma abreviada, y pueden alargarse lo necesario para que el mantra en sánscrito iguale con su mudra (gesto ritual).

## Mudras
Las posturas a realizar con las manos son las siguientes:
 临 (rin)
- Jumon: on baishiraman taya sowaka
- Mudra: dokko (sello del rayo). Las manos juntas, los dedos entrecruzados. El índice (a veces el corazón también) se levantan y presionan entre ellos.

兵 (pyō)
- Jumon: on isha naya en tara ya sowaka.
- Mudra: daikongo (sello del gran rayo). Las manos juntas, meñique y corazón entrelazados. Las puntas de los pulgares y anulares presionadas. Meñique y anular cruzados hacia dentro.

 闘 (tō)
- Jumon: on jite rashi itara jiba ratanō sowaka
- Mudra: “sello del león exterior”. Las manos juntas, los dedos índices se cruzan entre sí para tocar frente a los anulares, cruzando el dedo corazón entre ellos.

 者 (sha)
- Jumon: on haya baishiraman taya sowaka
- Mudra: “sello del león interior”. Las manos juntas, los anulares se cruzan entre sí para tocar a los dedos índice, y los corazones cruzados entre ellos.

 皆 (kai)
- Jumon: on nōmaku sanmanda basaradan kan
- Mudra: “sello de los bonos externos”. Las manos juntas, los dedos cruzados entre sí.

 陣 (jin)
- Jumon: on aga naya in maya sowaka
- Mudra: “sello de los bonos internos”. Las manos juntas, los dedos cruzados entre sí, con la yema de los dedos dentro.

 列 (retsu)
- Jumon: hirota ki shanoga jiba tai sowaka
- Mudra: “sello de la sabiduría del puño", también conocido como "sello de la interpenetración de los dos reinos". Mano derecha en puño con índice levantado, mano derecha agarrándolo.

 在 (zai)
- Jumon: on chirichi iba rotaya sowaka
- Mudra: “sello del anillo del sol”. Las manos extendidas al frente, con el pulgar e índice tocándose.

 前 (Zen)
- Jumon: on a ra ba sha nō sowaka
- Mudra: "sello de la forma oculta", también llamado simplemente el "mudra de meditación". Las manos forman un círculo, pulgares en alto y los dedos en la parte inferior, mano derecha la superposición de izquierda hasta los nudillos.

## Significado en el sintoísmo
El kuji-in se utiliza como parte de un ritual sintoísta en ejercicios espirituales y también para purificar una persona con una cascada. Cada palabra se traduce para el siguiente significado para el sintoísmo.
- rin: para hacer frente.
- kyō / hyō / hei: el soldado.
- tōh: para combatir.
- sha: el hombre (o el pueblo), un enemigo
- kai: el todo, o todo el efecto, o todo el esfuerzo.
- jin: en la formación, o la posición en el campo o para prepararse.
- retsu: para mover la columna o en una fila, en una línea, o de marcha, o para concentrarse.
- zai: para aparecer, o de existir a hacer usted sabe, o cree existencia.
- zen: para estar en frente. o aparecer en frente.

## Significado en el budismo
Hay 81 variaciones de kuki-in en ciertas sectas del budismo en Japón, por no hablar de otros mudras que también se utilizan. Cada palabra se traduce de la siguiente forma en el budismo:
- rin, para enfrentar
- pyō / hyō / hei, para colocar soldado en
- tō, a la batalla de
- sha, contra uno / persona
- kai, con todos / todo / grupo
- jin, la formación
- retsu, en una fila
- zai, a presenciar (encarar).
- zen, para avanzar

## Significado en ninjutsu
Si bien las kuji-in en particular no tienen relación con el ninjutsu, las tradiciones ninjas suelen ser introducidas en creencias budistas y esotéricas, sobre todo la mikkyo. El kuji-in se utilizan en varios de sus meditaciones, tanto las relacionadas únicamente a modo de práctica religiosa como los que se ocupan de sus artes marciales; en cierto modo, se utilizan de manera similar a las ideas en taoísta chino de artes marciales internos (algunos de las ideas de arte chino interior son, en cambio, incorporadas en muchas artes japonesas, incluyendo ninjutsu y jujutsu).
El escritor Stephen K. Hayes, en su libro Ninja Vol. II: Warrior Ways of Enlightenment, muestra las interpretaciones:
- rin - la fuerza
- pyō / hyō - canal (medio para).
- tō - armonía
- sha - curación
- kai - sentido del peligro
- jin - la lectura de pensamientos.
- retsu - control de espacio y tiempo.
- zai - cielo o elementos de control.
- zen - la iluminación.

El kuji-in en un instrumento para ser utilizado en la meditación, y frecuentemente sufren un exceso de uso en la cultura popular como fines mágicos. [cita requerida] Este hecho, junto con el uso indebido de mudra y el mantra, se ha popularizado por juegos como Dead o Alive, Tekken, o algunos culturas neo-ninja.

## Significado en onmyodo
En el arte mágico del onmyōdō, la Kuji-in se conoce como la doman, o sello de Doman, debido a Ashiya Doman, el gran rival del legendario Onmyouji Abe no Seimei.
Junto con la seman, o sello de seimei (el pentagrama, en Asia, un diagrama de las relaciones de los cinco elementos), los doman se convierten en doman-seman, considerados los fundamentos de onmyōdo.
Los nueve sílabas se utilizan para hacer un hechizo yang, sobre todo para alejar los demonios, mientras que el décimo se habla, sin barras o cualquier otro mudra, para convertirlo en un hechizo yin (números pares son yin en 'onmyō' numerología, mientras que los impares son yang). Supuestamente, el doson podría utilizar el “9 sílabas” para controlar su shikigami (presión espiritual).

## En la cultura popular
- En Naruto, aunque los kuji-in rara vez aparecen, las posiciones de manos (En) para ejecutar las técnicas son habituales. En este caso, los ideogramas son de animales. Sin embargo, hay técnicas especiales que tienen las mismas posiciones, como el Arte Ninja: Kuyaku.
- En Dragon Ball, la técnica Mafūba contenía varios de las posiciones del Kuji-in. También Trunks utilizó el kuji-in antes de ejecutar una técnica de explosión de energía en su batalla contra Frerzer y King Cold.
- En Sailor Moon, Rei Hino (Sailor Mars) emplea el kuji-in frente al fuego para la clarividencia y visiones. También lo usa para desterrar demonios o malos espíritus en plena batalla con la frase "Rin, pyō, tō, sha, kai, jin, retsu, zai, zen. Akuryō Taisan!” (Espíritus malignos, ¡desvanézcanse!).
- En “La isla de En-wan y Youn Kyung-il Yang”, el asesino/cazador de demonios que es contratado por Miho, usa hechizos derivados de Budismo Esotérico. En la batalla con el dios Penjullae, utiliza la kuji-in para eliminar a los dioses.
- Varios personajes de Inuyasha utilizan hechizos derivados del Budismo Mikkyo, aunque el kuji-in es utilizado un par de veces únicamente (cuando Tsukiyomi sella a Hoshiyomi). Ella utiliza también un talismán en forma de pentagrama, lo que indica que no fue un exorcismo budista sino un Onmyōdo.
- Raven, neo-ninja introducido en el videojuego Tekken 5 utiliza el kujin-in en una de sus videos de victoria. También, en el Modo Historia, Raven intenta enseñar a Yoshimitsu los kujin-in aunque para éste resulta algo complicado.
- En Tokyo Babylon y X/1999, de CLAMP, Subaru Sumeragi y Sakurazuka Seishirou, utilizan varios kujin-in en diferentes momentos.
- En el videojuego Tenchu: Wrath of Heaven, de PlayStation 2, los personajes Rikimaru y Ayame recrean los kuji-in cuando reciben una nueva técnica.
- Otras referencia de los kujin-in se encuentran en los animes Samurai Warriors, Ghost Hunt o en el videojuego Dead or Alive 3
- En Ghost Hunt lo usan Ayako, Lin y Mai.
- en Bleach utilizan algunos kuji-in para hacer técnicas de gran poder
- En Street Fighter 4, el movimiento de burle de Guy utiliza el kujin-in diciendo "Rin, pyou, tou, sha, kai, jin, retsu, zai, zen" con el movimiento de las manos
- En el videojuego Dead or Alive 5 Ultimate, cuando Ryu Hayabusa hace pareja con Momiji, en su pose luego del combate el pronuncia "Rin, pyou, tou, sha, kai, jin, retsu, zai, zen" con el movimiento de sus manos.